# Hynek Puc
Hynek Puc méně též Hynek Putz (1. října 1856 Benátky nad Jizerou – 20. května 1938 Praha-Vinohrady) byl český strojní konstruktér, vynálezce a podnikatel, spoluzakladatel továrny Koh-i-noor ve Vršovicích.

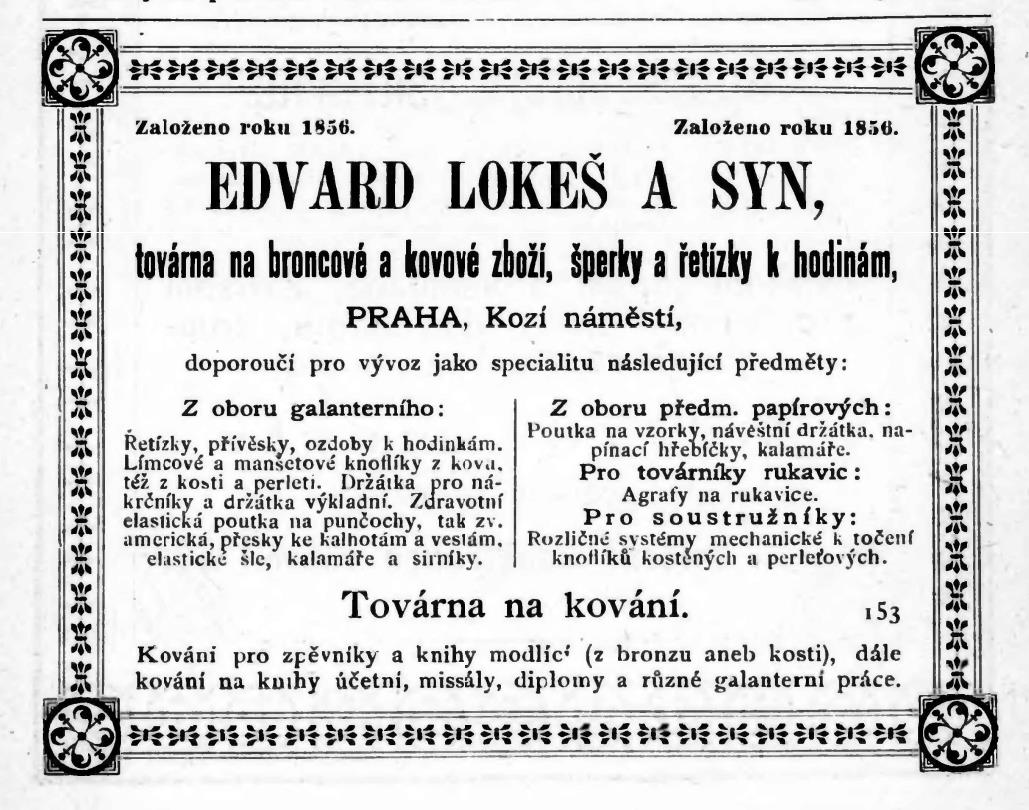
Edvard Lokeš a syn, bronzové a jiné kovové zboží, inzerát Praha 1891

## Život
Narodil se v Nových Benátkách v rodině obuvnického mistra Josefa Puce. Vystudoval střední průmyslovou školu strojní v Praze. Pracoval jako strojní mechanik v pražském závodě na bronzové a jiné kovové zboží, galanterii a šperk Edvard Lokeš a syn. Tam se seznámil s Jindřichem Waldesem, podnikavým obchodníkem. Roku 1902 se rozhodli společně osamostatnit a založili podnik Waldes a spol. Waldes procestoval svět a roku 1903 se rozhodl založit vlastní galanterní podnik s výrobu patentních stiskacích knoflíků. Pro jejich výrobu Puc vynalezl strojní automat, takzvanou „zakladačku“ pro sériovou výrobu patentek, jíž nahradil práci několika dělníků. Vyvinul také další zlepšováky pro automatizaci výrobních linek. Díky tomu se výroba zlevnila a usnadnila se obsluha strojů v provozu, ve kterém pracovala také řada žen.
Na továrnu si roku 1907 vypůjčili kapitál a vybrali parcelu ve Vršovicích, kde postavili moderní tovární halu se zázemím, kancelářemi, odbytem a stravováním pro zaměstnance. Během třiceti let továrna na kovovou galanterii Koh-i-noor Waldes proslula po celém světě, měla své filiálky v Drážďanech, Budapešti a v New Yorku (tu vedl Waldesův bratr Karel). Nárožním dům na Čechově náměstí pak byl postaven pro muzeum Waldesianum.
Hynek Puc byl za své zásluhy roku 1913 jmenován komerčním radou

### Spolky a dobročinnost
- V letech 1916-1919 podporoval Ženský výrobní spolek v Praze[4].
- V roce 1915 byl zvolen předsedou Jubilejní nadace, podporující nemajetné studenty průmyslové školy.
- Svobodný zednář, člen lóže Dílo v Praze[zdroj?]

## Rodina
Oženil se s Karlou Vilímovskou (1858–1937), s níž měl dva syny: Vojtěcha (* 1889), který pokračoval v otcově profesi i v členství v zednářské lóži, a Čestmíra (* 1893). Do roku 1906 bydleli v podnájmech v Karlíně, do roku 1911 na Vinohradech, na stáři si koupili v Dobřichovicích Reimannovu vilu čp. 110.
Hynek Puc je pohřben v rodinné hrobce na Vinohradském hřbitově, odd. H, č. 30. Reliéf na náhrobku vytvořil sochař Karel Štipl.